# 五月一日灣

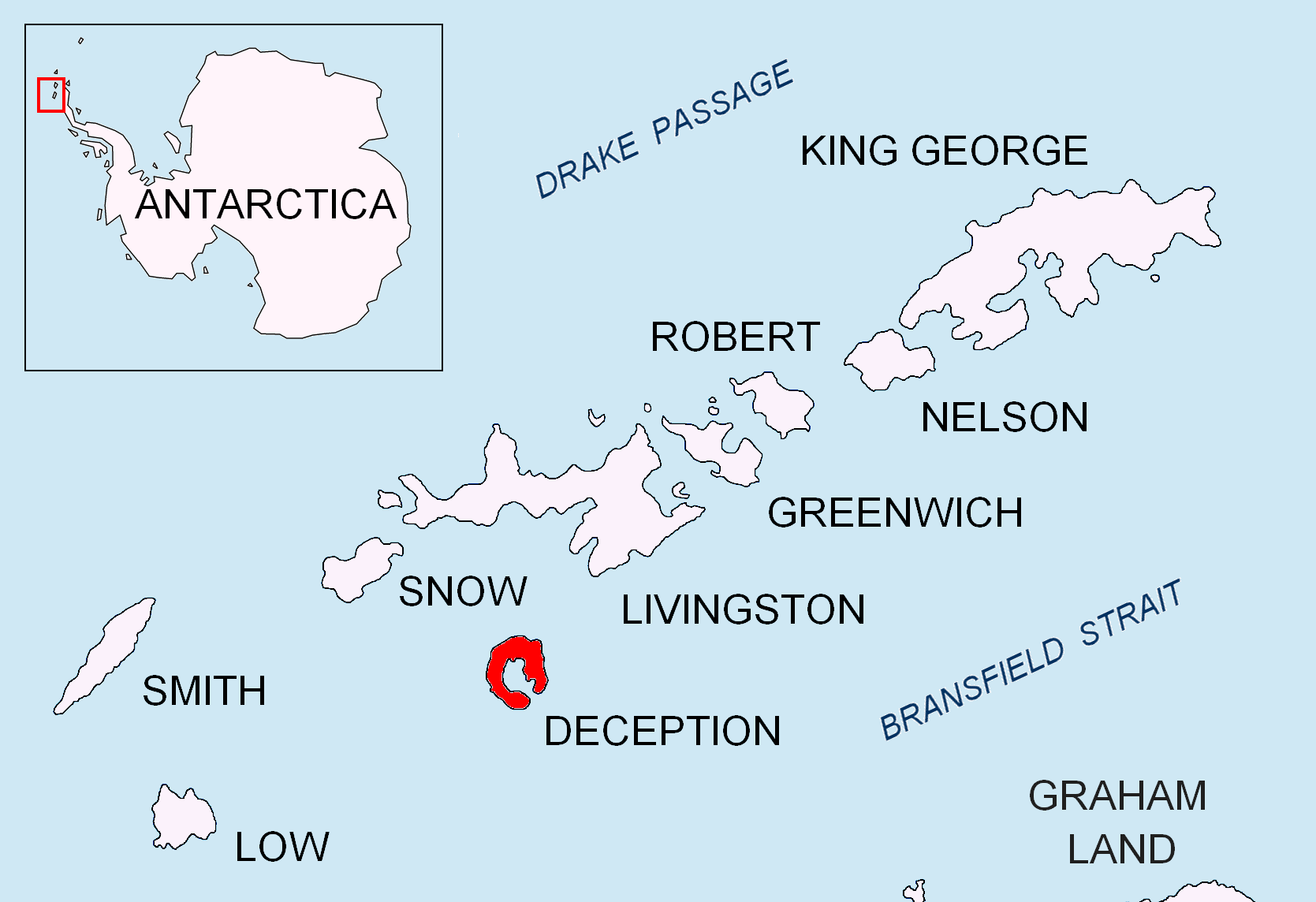

五月一日灣(西班牙語：Bahía Primero de Mayo)是南極洲的海灣，位於南設得蘭群島的欺骗岛，處於福斯特港西南部，以阿根廷探險隊的探險船命名，現時由南極條約體系管理。根據1991年的科研報告，此處錄得輕微震動 (volcanic tremors)。

## 外部連結
- SCAR Composite Antarctic Gazetteer（页面存档备份，存于）.

62°58′S 60°42′W / 62.967°S 60.700°W
1. ↑  Global Volcanism Program, 1991. Report on Deception Island (Antarctica). In: McClelland, L (ed.), Bulletin of the Global Volcanism Network, 16:5. Smithsonian Institution.